# 罗斯韦尔 (佐治亚州)
罗斯韦尔（英語：Roswell）是美國佐治亚州富尔顿县的其中一個城市。